# ジェームズ・ウォード＝プラウズ
ジェームズ・ウォード＝プラウズ（James Ward-Prowse, 1994年11月1日 - ）は、イングランド・ポーツマス出身のサッカー選手。ウェストハム・ユナイテッド所属。イングランド代表。ポジションはMF。

## 経歴
ポーツマスで生まれ、2003年からサウサンプトンFCのユースチームでキャリアをスタートさせた。2011年10月25日、フットボールリーグカップのクリスタル・パレスFC戦でプロデビューを果たした。2012年1月7日、FAカップのコヴェントリー・シティ戦でプロ初ゴールを挙げた。2012年夏にトップチームに昇格した。18歳の誕生日の直後の2012年11月19日、クラブと5年間のプロ契約を締結した。2013-14シーズンはプレミアリーグで34試合に出場した。2015年1月にクラブと新たなに5年半の契約を締結した。
2015-16シーズンは公式戦38試合に出場し、シーズン終了後に6年契約を締結した。2016-17シーズンは公式戦43試合に出場し4得点を挙げた。2019年3月、ホームでのトッテナム・ホットスパー戦でフリーキックでゴールを挙げて勝利に貢献し、2018-19シーズンはプレミアリーグで7ゴールを挙げた。
2023年2月現在、プレミアリーグで直接フリーキックを通算17回決めているが、これはデイビッド・ベッカムの通算18回に次ぐ歴代2位の記録である。
2023年8月14日、ウェストハム・ユナイテッドFCに移籍した。契約期間は2027年6月までの4年間。2023-24シーズンは公式戦51試合に出場し、7ゴール11アシストを記録した。ただ、2024-25シーズンから就任したフレン・ロペテギ監督の下では開幕戦ベンチスタートになるなど序列が低下していた。
2024年8月31日、ノッティンガム・フォレストFCにレンタル移籍した。ノッティンガムでも出場機会は限られ、リーグ戦9試合に出場し、うち先発は5試合の出場に終わっていた。
2025年2月2日、ノッティンガムとのレンタル契約を早期で打ち切り、ロペテギ監督からグレアム・ポッター監督へ交代したウェストハムへ復帰した。

## 代表歴
イングランド代表として各年代でプレーした。2012年9月にU-19イングランド代表に選出され、2013年3月のU-19トルコ代表との親善試合でキャプテンを務めた。2013 FIFA U-20ワールドカップにも出場した。2015年、UEFA U-21欧州選手権2015に出場したが、グループリーグで2敗を喫した。2017年3月18日、2018 FIFAワールドカップ・ヨーロッパ予選を戦うA代表に初招集された。

## 個人成績

### クラブでの成績
| クラブ           | シーズン | ディビジョン       | リーグ | リーグ | FAカップ | FAカップ | EFLカップ | EFLカップ | その他 | その他 | 通算 | 通算 |
| クラブ           | シーズン | ディビジョン       | 出場   | 得点   | 出場     | 得点     | 出場      | 得点      | 出場   | 得点   | 出場 | 得点 |
| ---------------- | -------- | ------------------ | ------ | ------ | -------- | -------- | --------- | --------- | ------ | ------ | ---- | ---- |
| サウサンプトンFC | 2011–12  | チャンピオンシップ | 0      | 0      | 1        | 1        | 1         | 0         | 0      | 0      | 2    | 1    |
| サウサンプトンFC | 2012–13  | プレミアリーグ     | 15     | 0      | 1        | 0        | 3         | 0         | 0      | 0      | 19   | 0    |
| サウサンプトンFC | 2013–14  | プレミアリーグ     | 34     | 0      | 3        | 0        | 2         | 0         | —      | —      | 39   | 0    |
| サウサンプトンFC | 2014–15  | プレミアリーグ     | 25     | 1      | 3        | 0        | 2         | 0         | —      | —      | 30   | 1    |
| サウサンプトンFC | 2015–16  | プレミアリーグ     | 33     | 2      | 1        | 0        | 2         | 0         | 3      | 0      | 39   | 2    |
| サウサンプトンFC | 2016–17  | プレミアリーグ     | 30     | 4      | 2        | 0        | 5         | 0         | 6      | 0      | 43   | 4    |
| サウサンプトンFC | 2017–18  | プレミアリーグ     | 30     | 3      | 2        | 1        | 1         | 0         | 2      | 1      | 35   | 5    |
| サウサンプトンFC | 2018–19  | プレミアリーグ     | 26     | 7      | 2        | 0        | 1         | 0         | —      | —      | 29   | 7    |
| サウサンプトンFC | 2019–20  | プレミアリーグ     | 38     | 5      | 3        | 0        | 3         | 0         | 2      | 0      | 46   | 5    |
| サウサンプトンFC | 2020–21  | プレミアリーグ     | 38     | 8      | 5        | 1        | 1         | 0         | 3      | 0      | 47   | 9    |
| サウサンプトンFC | 2021–22  | プレミアリーグ     | 36     | 10     | 4        | 1        | 2         | 0         | 4      | 2      | 46   | 13   |
| サウサンプトンFC | 2022–23  | プレミアリーグ     | 33     | 7      | 2        | 1        | 5         | 1         | 1      | 0      | 41   | 9    |
| 総通算           | 総通算   | 総通算             | 338    | 47     | 29       | 5        | 28        | 1         | 22     | 3      | 417  | 56   |

### 代表での成績
2023年4月28日現在
| 代表             | 年   | 出場数 | 得点 |
| ---------------- | ---- | ------ | ---- |
| イングランド代表 | 2017 | 1      | 0    |
| イングランド代表 | 2018 | 0      | 0    |
| イングランド代表 | 2019 | 1      | 0    |
| イングランド代表 | 2020 | 2      | 0    |
| イングランド代表 | 2021 | 5      | 2    |
| イングランド代表 | 2022 | 2      | 0    |
| 通算             | 通算 | 11     | 2    |

### ゴール
| # | 開催年月日     | 開催地                                     | 対戦国     | スコア | 結果 | 試合概要                          |        |
| - | -------------- | ------------------------------------------ | ---------- | ------ | ---- | --------------------------------- | ------ |
| 1 | 25 March 2021  | Wembley Stadium, London, England           | サンマリノ | 1–0    | 5–0  | 2022 FIFA World Cup qualification | [ 14 ] |
| 2 | 9 October 2021 | Estadi Nacional, Andorra la Vella, Andorra | アンドラ   | 4–0    | 5–0  | 2022 FIFA World Cup qualification | [ 15 ] |